# ベッド・イン (アイドルグループ)
ベッド・イン（Bed・In）は、日本の女性アイドルユニット。自ら「地下セクシーアイドル」と称している。合同会社スイートスポット所属。

## 概要
- 公式サイトのプロフィールには、「90年代バブル期のオイニーを撒き散らす地下セクシーアイドルユニット」とあり[2]、日本に再びバブルの嵐を起こすべく1980年代末から1990年代初頭へのリスペクト精神を掲げ、完全セルフプロデュースで活動を行なっている。
- バブル当時に流行した化粧や髪型（ワンレン、ソバージュ、立ち上げ前髪）にボディコンスタイル、時にはビキニやハイレグ水着を着用してジュリ扇（せん）を振り回しながらあられもないパフォーマンスを繰り出し、バブリーな雰囲気を再現しているのが大きな特徴[2][3]。バブル文化をこよなく愛し、当時のVHSや写真集、本、肩パッドジャケットなどといったグッズをコレクションしている。
- 「バブル」「セクシー」をコンセプトにしていることもあり、会話や用語（特に活字）において、バブル時代に流行した業界用語（ズージャ語、倒語等も）や当時の世相を反映した言葉を多用し、また、単語の「音（おん）」に合わせて、やや性的なニュアンスを感じる当て字をすることも多い。
- ライブ（彼女らの言葉で「おギグ」）は、バックバンドの「パートタイムラバーズ」とともにバンド形式で行なわれることが多い。ワンマンライブなどでは、バックダンサー「ベッドメイキングガールズ[4]」がバブルなノリに拍車をかける。なお、ライブではスマートフォンや携帯電話での写真撮影のみ許可されている。

## 来歴
- 2010年頃、別々のバンドで活動していた益子寺かおりと中尊寺まいが対バンで知り合い、「バブル顔って言われない?」という話で意気投合。知人の誕生日企画にSHOW-YAのコピーバンドを組んでライブを行ったところ好評だったことから、2012年より本格的に活動開始[5]。猫も杓子もロリロリ重視の現代のアイドルシーンに殴り込みにイクかと一念勃起。[要出典][6]
- 2013年、憧れのバブル時代のセクシーアイドルを意識した写真集を自主出版[5]。同年5月9日、YouTubeに公式チャンネル開設。
- 2014年3月、デビュー曲『ワケあり DANCE たてついて / POISON〜プワゾン』（インディーズ）を8cmシングルで自主制作[7]。
- 2014年3月、TV Bros. Presents『〜終わらないひな祭り〜 第1回チキチキ・ひな地獄フェスティバル！』で初のアイドル・イベントに出演。
- 2015年6月、シングル『♂×♀×ポーカーゲーム／消えちゃうパープルバタフライ 』をリリース。
- 2016年7月26日、アルバム『RICH』（キングレコード）でメジャーデビュー。ジャケット及びアーティスト写真を巨匠・篠山紀信が撮り下ろした[8]。
- 2016年8月13日、『RISING SUN ROCK FESTIVAL 2016』defgarageステージにバンドで出演。
- 2016年8月20日、『SUMMER SONIC 2016』SIDE STAGEにバンドで出演。
- 2017年8月19日、『SUMMER SONIC 2017』BEACH STAGEにバンドで出演。「放水ガール」としても活躍し、MARINE STAGEではトーク出演も果たす。
- 2018年4月、ニューヨーク・タイムズから取材を受ける[9]
- 2018年6月、『SATANIC CARNIVAL 18'』（幕張メッセ国際展示場9-11ホール）にユニット形式で出演。
- 2020年3月、歌謡ポップスチャンネルにて初の冠番組『WOWOW PLUS MUSIC -深夜1時の音楽タイム- ベッド・インのバブルONないと！』放送[10][11]。
- 2020年4月1日、個人事務所「合同会社スイートスポット」を設立、移籍した[12][13]。
- 2023年11月8日、公式サイト及びSNSにて中尊寺の再婚と妊娠を報告。同年12月29日に行われる『2023年のシメ括り！ベッド・インの「ゆくバブル、くるバブル」』を持ち中尊寺は産休に入ること、またそれに伴い、暫くの間2人でのライブ活動を休止することを発表した[14]。2024年2月14日に男児が誕生したことを翌15日にSNSにて報告した[15]。

## メンバー
益子寺かおり（ますこでら かおり）
ボーカル。
おみ足担当。1985年7月14日生まれ。血液型：A型。
タカビーなドヤ顔、ワンレンが特徴。自称：青田典子、松坂季実子似。
ロックバンド「妖精達」のボーカリスト、マスティエンヌ・カオリとしても活動。
筋金入りのプロレス好きとしても知られており、時代・団体問わず応援している。
2016年にはAbema TV＆テレビ朝日『お願い!ランキング』「プ女子No.1いいねバトル」で1位を獲得。
2021年5月4日、公式ブログ『益子寺かおりfromベッド・イン【右曲がりのダイアリー】』開設。

中尊寺まい（ちゅうそんじ まい）
ボーカル&ギター。
パイオツカイデ〜担当。1987年9月14日生まれ。血液型：B型。
ロックバンド「例のK」（2014年解散）のギタリスト、アカナとしても活動。
ミスiD2016ファイナリスト・ファンタジスタさくらだ賞を受賞。
川谷絵音は大学インカレサークルの後輩にあたる。
憂木瞳のファン。
2020年2月2日、交際していた男性と入籍した。2023年3月に離婚していたことを同年4月1日に自身のInstagramにて報告した。
2023年11月8日、再婚したことを報告。また第1子を妊娠しており安定期に入っていることも併せて発表した。2024年1月19日、夫はベッド・インのバックバンド「パートタイムラバーズ」でドラムを担当しているウエダテツヤであることを明かした。2024年2月14日、第一子となる男児を出産した。

## 音楽的特徴と影響

### 益子寺かおり
松任谷由実が音楽を好きになったきっかけだと語る。なかでも、「真夏の夜の夢」は特に聞き込んだとのことである。しかし小学生の時に音痴コンプレックスを持ってしまい、人前で歌うことが極端に怖くなってしまう。中学に入ると、「近所のメタル好きなオジチャマ」からオジー・オズボーンの『ブリザード・オブ・オズ〜血塗られた英雄伝説』を渡されてヘヴィメタルと出会う。「音痴コンプレックス」は依然持ったままだったが、それでも音楽が好きだった益子寺は、高校生の時にギター担当でバンドを結成する。その活動途中で「デス声なら音程関係ないから、人前でも歌える!」ということに気がつき、PANTERA、THE MAD CAPSULE MARKETS、YELLOW MACHINEGUN、S.O.D.などのヘヴィメタルやハードコア・パンクバンドのコピーを行った。他には、TOOL、Meshuggah、Opethなどのプログレッシブ・メタルなども好んで聴いている。ほかにも山口百恵、中森明菜、大黒摩季、中島みゆきをはじめとする女性ボーカルや昭和歌謡からも影響を受けているという。
音楽以外では、エンターテインメントを演じきるという点で、プロレスのパフォーマンスから影響を受けている。
自身にとってのギターヒーローとして、ランディ・ローズ、パンテラのダイムバッグ・ダレル、ジェーンズ・アディクションのデイヴ・ナヴァロ、PENICILLINの千聖などをあげている。トゥールのアダム・ジョーンズ、ドリーム・シアターのジョン・ペトルーシ、オーペスのフレドリック・オーケソンなどのテクニカルなギタリストも最近は好きだとのこと。

### 中尊寺まい
山口百恵、工藤静香、中森明菜、本田美奈子.、畑中葉子などの昭和歌謡を自身のルーツとしてあげている。特に、阿木燿子の詩の世界観や宇崎竜童の「歌謡曲でもしっかりリフのあるロック観」が好きだったという。他には、安全地帯やバービーボーイズからは多大な影響を受けている。中学2年生の春にギターを始め、友人からXの『X SINGLES』を勧められメタルにはまる。その後に入手した『Skull Thrash Zone Vol.1』も「子宮に影響を受けた」とのこと。インタビュワーから、「バンド時代の音楽を「ブラック・サバス」的なものと言っていましたが、そのあたりはどこから影響を受けたのでしょう?」と問われると、「初期のＸかな…いや、一番最初は筋肉少女帯ですかね…そこから人間椅子や有頂天、ザ・スターリン、頭脳警察、あぶらだこなど掘り下げる形で日本のパンクを聴きました。あとは、三上寛、友川かずき、山崎ハコと佐井好子。「例のK」の前身バンド「中学生棺桶」にもかなり影響を受けました。昭和歌謡は母親の影響があると思うんですけど、すごく響くし覚えやすい。やっぱり日本人なので、日本語じゃないとグッと来ないというか…昭和歌謡は人生のなかでずっと聴き続けるんだろうなと思います」と語っている。
プレイヤーとして影響を受けた人物としては、体型的に似ているという点でザ・ランナウェイズのリタ・フォード、SGを買うきっかけになったという点で人間椅子の和嶋慎治をあげている。ギターウルフのセイジ、ナッシュヴィル・プッシーのライター・サイズなども好きなプレイヤーとして挙げている。

## 作品

### シングル
| # | タイトル                                          | リリース日     | レーベル                        | 品番                                                             | 販売形態等 |
| - | ------------------------------------------------- | -------------- | ------------------------------- | ---------------------------------------------------------------- | --- |
| 1 | ワケあり DANCE たてついて / POISON〜プワゾン〜    | 2014年3月26日  | Sweet Spot                      | SWSCD-001                                                        | 8センチCD（生産終了） 現在はiTunes（AAC）、OTOTOY（WAV, FLAC, ALAC, AAC, MP3）で配信 ジャケットは、森高千里「私がオバさんになっても」のCDシングルのジャケットのオマージュ |
| 2 | ♂×♀×ポーカーゲーム / 消えちゃうパープルバタフライ | 2015年6月3日   | Space Shower Music / Sweet Spot | DDCB-14036                                                       | DVDとの2枚組 DVD： 1. 本人達のインタビュー映像 2. 楽しそうなイメージ映像 3. POISON〜プワゾン（ライブイメージ映像） 4. ワケあり DANCE たてついて（ライブイメージ映像） |
| 3 | C調び〜なす! / ZIG ZAG ハートブレイク             | 2015年11月25日 | Space Shower Music              | DDCB-14040                                                       | ジャケットは、C.C.ガールズ「NO天気な恋の島」のVHSビデオシングルのジャケットのオマージュ |
| 4 | 男はアイツだけじゃない                            | 2017年2月15日  | King Records                    | KICM-91752【初回限定盤】 KICM-1752【通常盤】                     | メジャーから初のシングルリリース 初回限定盤はDVDとの2枚組で、通常盤とは別ジャケット DVD：「祝!“RICH”発射記念ツアー〜そこのけ そこのけ バブルが通る〜 ツアーファイナルおギグ映像（2016年12月18日、東京・赤坂BLITZ）」 1. GOLDの快感 2. GIVE ME!〜哀・してる〜 3. ZIG ZAG ハートブレイク 4. 真夜中のディスタンス 5. C調び〜なす! |
| 5 | CO・CO・RO グラデーション                         | 2017年9月6日   | King Records                    | KIZM-491〜2【12cmCDシングル＋DVD】 KIDS-471【8cm短冊CDシングル】 | DVD：｢Summer Dream 2017｣ 沖縄で撮影されたイメージビデオ。約20分収録。 |

### アルバム
| # | タイトル | リリース日    | レーベル                        | 品番      | 販売形態等 |
| - | -------- | ------------- | ------------------------------- | --------- | --- |
| 1 | RICH     | 2016年7月27日 | King Records                    | KICS-3404 | ジャケット写真は篠山紀信が撮影、ロケ地は東京新宿歌舞伎町のホストクラブ「愛 本店」                                                                              |
| 2 | TOKYO    | 2017年12月6日 | King Records                    | KICS-3653 | ジャケットはアートワークを木村豊が手掛け、イラストは赤尾真代が制作し、「東京が一番元気だった時代の勢い、躍動感」を描写                                         |
| 3 | FREEDOM! | 2022年5月25日 | Sweet Spot / SPACE SHOWER MUSIC | DQC-1661  | ベッド・イン結成10周年記念アルバム。『マル金パパ大募集！「ベッド・イン」結成10周年記念アルバムを作りたい！』と銘打ったクラウドファンディングで制作資金を募った |

### カバー・アルバム
| # | タイトル                            | リリース日   | レーベル                        | 品番      | 販売形態等                                  |
| - | ----------------------------------- | ------------ | ------------------------------- | --------- | ------------------------------------------- |
| 1 | Endless Bubble〜Cover Songs vol.1〜 | 2019年4月3日 | Sweet Spot / SPACE SHOWER MUSIC | PECF-3230 | 1980年代〜1990年代のJ-POPカバー・アルバム。 |

### ミニ・アルバム
| # | タイトル | リリース日   | レーベル                        | 品番      | 販売形態等 |
| - | -------- | ------------ | ------------------------------- | --------- | ---------- |
| 1 | ROCK     | 2020年3月4日 | Sweet Spot / SPACE SHOWER MUSIC | PECF-3251 |            |

### 写真集
- Bed In ベッド・イン（2013年6月12日、自主制作）

### 映像作品
- 101回目のベッド・イン（2017年2月15日）

## タイアップ
| 曲名                      | タイアップ                                         |
| ------------------------- | -------------------------------------------------- |
| C調び〜なす!              | 映画「101回目のベッド・イン」主題歌                |
| 太陽を信じて…             | 映画「大怪獣モノ」エンディングテーマ               |
| 白黒つかない              | チバテレビ「白黒アンジャッシュ」エンディングテーマ |
| CO・CO・RO グラデーション | テレビ埼玉「熱波」2017年9月度エンディングテーマ    |
| 常在戦場                  | 「ぱちんこ いくさの子」 タイアップ曲               |

## 参加作品
- 「TOKYO野蛮人」 c/w「もっと動いて」（2020年12月9日、PARKTONE RECORDS） - インターナショナル・プレイボーイズ feat. 中尊寺まい名義 ※7インチシングルレコード

## ライブ

### ワンマン
- ボディコン反逆ナイト 〜売切れなかったらバブル崩壊おギグ!〜（2015年7月4日、下北沢SHELTER）
- ボディコン反逆ナイト 〜バブルって117（いいナ♥）の日（2016年1月17日、渋谷WWW）
- ボディコン反逆ナイトvol.3 〜梅雨ダクde乙女ジュクジュク〜（2016年6月19日、新宿BLAZE）
- 全国ツアー「祝!“RICH”発射記念ツアー 〜そこのけ そこのけ バブルが通る〜」（2016年11月3日 - 12月18日、全8か所）
- ベッド・インの「MOGITATE!元気が出るプッツン5ショー」（2017年3月19日、六本木 EX THEATER ROPPONGI）
- ウチらの夏物語〜東名阪ワンマンおギグツアー2017〜（2017年8月3日 - 9日、全3か所）
- ベッド・イン TOUR 2018 祝！“TOKYO”発射記念ツアー〜サクセス・ストーリーは突然に...〜（2018年1月4日 - 2月18日、全10か所）
- ウチらの夏物語〜Season2〜（2018年6月30日 - 7月19日、全4か所）
- ベッド・インと踊ろう！ 〜恋するマハラジャ SUPER BEAT〜 （2018年12月15日 - 22日、全3か所[26]）
- ベッド・インTOUR 2019 祝！〝Endless Bubble 〜Cover Songs vol.1〜〟発射記念ツアー（2019年4月13日 - 5月26日、11か所全12本）
- ベッド・イン TOUR 2019「男女6人秋物語」（2019年9月4日 - 14日、全3か所）

### イベント
- やぐフェス〜アイドルを原宿で見るか、アベマでみるか〜（2017年12月3日、原宿アストロホール）[27]【出演＜BLACK STAGE＞】[28]
- サ上とロ吉とセイヤ!セイヤ!セイヤ!（2017年12月15日、新宿BLAZE）[29]【出演】サイプレス上野とロベルト吉野、東京女子流、Negicco、ベッド・イン

## 出演

### CM
- エスエス製薬「エスカップ」『がんばる人々 六本木篇』、『がんばる人々「アイドル ベッド・インの場合」篇』（2015年6月24日 - ）[30]
- XFLAG「モンスターストライク」『モンスト5周年 3億円ヤバババーン篇』（2018年10月）

### テレビ
- バラいろダンディ（2014年9月4日、東京MXテレビ）
- アフロの変（2015年7月2日・8月6日・2016年3月31日・6月23日、フジテレビ）
- ここ掘れ!オネエ目録（2015年9月21日、テレビ東京）
- HEY!HEY!NEO!（2015年9月25日、フジテレビ）
- BAZOOKA!!!（2015年10月19日、BSスカパー!）
- 今夜くらべてみました（2015年11月11日、日本テレビ）
- SPACE SHOWER TV CARNIVAL WEEK 2015〜スペシャの大忘年会2015〜（2015年12月5日、スペースシャワーTV）
- 魁!音楽の時間（2015年12月13日・2016年4月10日 - 17日・7月17日 - 24日、フジテレビ）
- 月刊スペシャる（2015年12月15日、スペースシャワーTV）
- 朝生ワイド す・またん!（2016年1月20日・7月26日、読売テレビ）
- チャンネル生回転TV Allザップ!（2016年3月24日、BSスカパー!）
- 吉田豪とハミダシ女（2016年5月3日、東京MXテレビ）
- 白黒アンジャッシュ（2016年5月17日・6月7日、チバテレビ）
- 生うどんザ☆生（LIVE）（2016年6月3日、KawaiianTV）
- お願い!ランキング（2016年6月14日、テレビ朝日） - 益子寺のみ
- 侵略!ガルパンダZ（2016年6月21日・6月28日、東京MXテレビ） - ベッド・イン（本人） 役
- MUSIC B.B.（2016年7月25日 - 31日・2017年2月13日 - 19日・9月11日 - 17日・12月4日 - 10日）
- ほぼほぼ（2016年8月6日、テレビ東京）
- 続きはテレビで・・・（2016年9月5日、CBCテレビ）
- Hot-Dog PRESS TV（2016年9月6日、BS日テレ）
- リア10〜最新トレンド乱キング〜 #9はトレエン・おかず・ノンスタが今を切る!（2016年9月18日、TBS）
- FULL CHORUS〜音楽は、フルコーラス〜（2016年9月24日、BSスカパー!）
- ミュージャック（2016年9月30日 - 10月7日、関西テレビ）
- スッキリ!!（2016年10月7日、日本テレビ） - VTR出演
- アイドル魂 なだれ坂ロック!（2016年11月20日、BSジャパン）
- HOT WAVE 熱波（2017年2月16日・9月7日、テレビ埼玉）
- 福田彩乃のハツモノ（2017年3月1日、東海テレビ）
- せやねん!（2017年3月4日、毎日放送）
- 情報プレゼンター とくダネ!（2017年5月16日、フジテレビ）
- 放談ナイト〜Hold on Night〜（2017年11月30日 - 12月7日、フジテレビ）
- 音ドキッ!（2017年12月12日、HBCテレビ）
- すもももももも!ピーチCAFÉ（2017年12月23日、読売テレビ）
- MBS SONG TOWN（2018年1月25日、毎日放送）
- ABChanZoo（2018年2月11日・5月26日、テレビ東京）
- 田中・ねむの「ひらめけ!デンキッキ」（2018年8月25日 - 、Kawaiian TV）
- じゃじゃじゃじゃ〜ン!（2018年10月 - 2020年9月、フジテレビ） - 中尊寺のみ ※ちゃんまい名義
- 八千代ライブ（2019年4月12日、新潟総合テレビ）
- 月〜金お昼のソングショー ひるソン!（2019年7月22日、テレビ東京）
- 新日本プロレス大作戦DX（2019年8月7日・8月14日、サムライTV）
- WOWOW PLUS MUSIC -深夜1時の音楽タイム- ベッド・インのバブルONないと！（2020年3月20日（19日深夜1時） - 5月7日、歌謡ポップスチャンネル）※初の冠番組。リピート放送あり
- MUSIC JUNCTION #11「日本のバンドブーム1985-1990」・#12「日本のバンドブーム1991-1995」（2020年12月7日・12月21日、歌謡ポップスチャンネル）※リピート放送あり
- 水曜NEXT!「もっと評価されるべき審議会」後編（2022年6月1日、フジテレビ）

### テレビドラマ
- 来世ではちゃんとします 第2話（2019年1月15日、テレビ東京） - ベロニカ 役 ※中尊寺[31]
  - 来来来世でもちゃんとします 第5.5話（2021年9月1日、Paravi）[32]
  - 来世でもちゃんとします2 第7話（2021年9月23日）
  - 来世でもちゃんとします3 第9話（2023年3月2日）

### ラジオ
- オールナイトニッポンR（2016年1月2日、ニッポン放送）
- 沈黙の金曜日（2017年2月10日）
- ぼくらの青春 J-POP 平成ミュージック・グラフィティー（2017年3月17日、NHKラジオ第1放送）
- 星野源のオールナイトニッポン（2017年9月5日、ニッポン放送）
- 綾小路翔のオールナイトニッポンPremium（2017年11月6日、ニッポン放送）
- ライムスター宇多丸のウィークエンド・シャッフル（2017年12月30日、TBSラジオ）
- アフター6ジャンクション（2019年5月23日、TBSラジオ）
- 生放送！ベッド・インのMidnight Blue Summer'89〜朝までダンシングTOKYO〜（2019年8月26日、TOKYO FM）
- ベッド・インのX'mas Lovers 2019〜私をバブルに連れてって〜（2019年12月22日、TOKYO FM）

### 映画
- 101回目のベッド・イン（2015年） - 主演
- 世界の終わりの、そのあとで（2016年） - 友情出演
- オールディックフォギー / 歯車にまどわされて（2016年） - 中尊寺のみ
- 干支天使チアラット（2017年） - 特別出演
- 猫は抱くもの（2018年）
- 108〜海馬五郎の復讐と冒険〜（2019年）
- MIRRORLIAR FILMS Season1「無事なる三匹プラスワン コロナ死闘篇」（2021年）

### ウェブテレビ
- ベッド・イン緊急射罪会見（2016年5月20日、ニコニコ生放送）
- 矢口真里の火曜The NIGHT（2016年6月1日、8月24日、2017年4月19日、2022年12月14日[33]、ABEMA）
- AbemaTV お願い!ランキング（2016年6月15日、AbemaTV） - 益子寺のみ
- ライムスター宇多丸の水曜 The NIGHT（2016年7月20日・2017年12月14日・2018年9月19日、AbemaTV）
- ベッド・イン メジャー1stアルバム ”RICH” 発射祝賀パーティー（2016年7月27日、LINE LIVE）
- 続きはテレビで・・・（2016年9月5日、LINE LIVE）
- 淫PROVISATION 生放送（2016年10月14日、AbemaTV） - 益子寺のみ
- ベッド・イン「男はアイツだけじゃない」発売記念おギグ生中継（2017年2月18日、LINE LIVE）
- 西川貴教のイエノミ!!（2017年7月27日、ニコニコ生放送）
- ニコびじゅ（2017年8月1日、ニコニコ生放送）
- ニコラジ（2017年8月7日、ニコニコ生放送）
- ベッド・インLIVE生中継 ウチらの夏物語〜東名阪ワンマンおギグツアー2017〜大阪 FANJ twice（2017年8月9日、ニコニコ生放送）
- WOWOWぷらすと（2017年9月20日、ニコニコ生放送）
- やぐフェス（2017年12月3日、ABEMA）
- ベッド・イン Newアルバム発射記念 裸淫LIVE!（2017年12月5日、LINE LIVE）

### ウェブ
- SUPER J-CUP 2016　優勝予想大アンケート（2016年8月6日、SUPER J-CUP 2016公式サイト）[34]（益子寺のみ）

### 書籍
- 河出書房新社「プロレス きょうは何の日?」（2018年5月22日発行） - 益子寺のみ